# Pratāpgarh (ort)
Pratāpgarh är en ort i Indien.   Den ligger i distriktet Pratāpgarh och delstaten Uttar Pradesh, i den centrala delen av landet, 600 km sydost om huvudstaden New Delhi. Pratāpgarh ligger 101 meter över havet och antalet invånare är 13 672.
Terrängen runt Pratāpgarh är mycket platt. Runt Pratāpgarh är det mycket tätbefolkat, med 1 056 invånare per kvadratkilometer. Närmaste större samhälle är Bela, 6,1 km nordost om Pratāpgarh. Trakten runt Pratāpgarh består till största delen av jordbruksmark.